# 虎座鸟架鼓

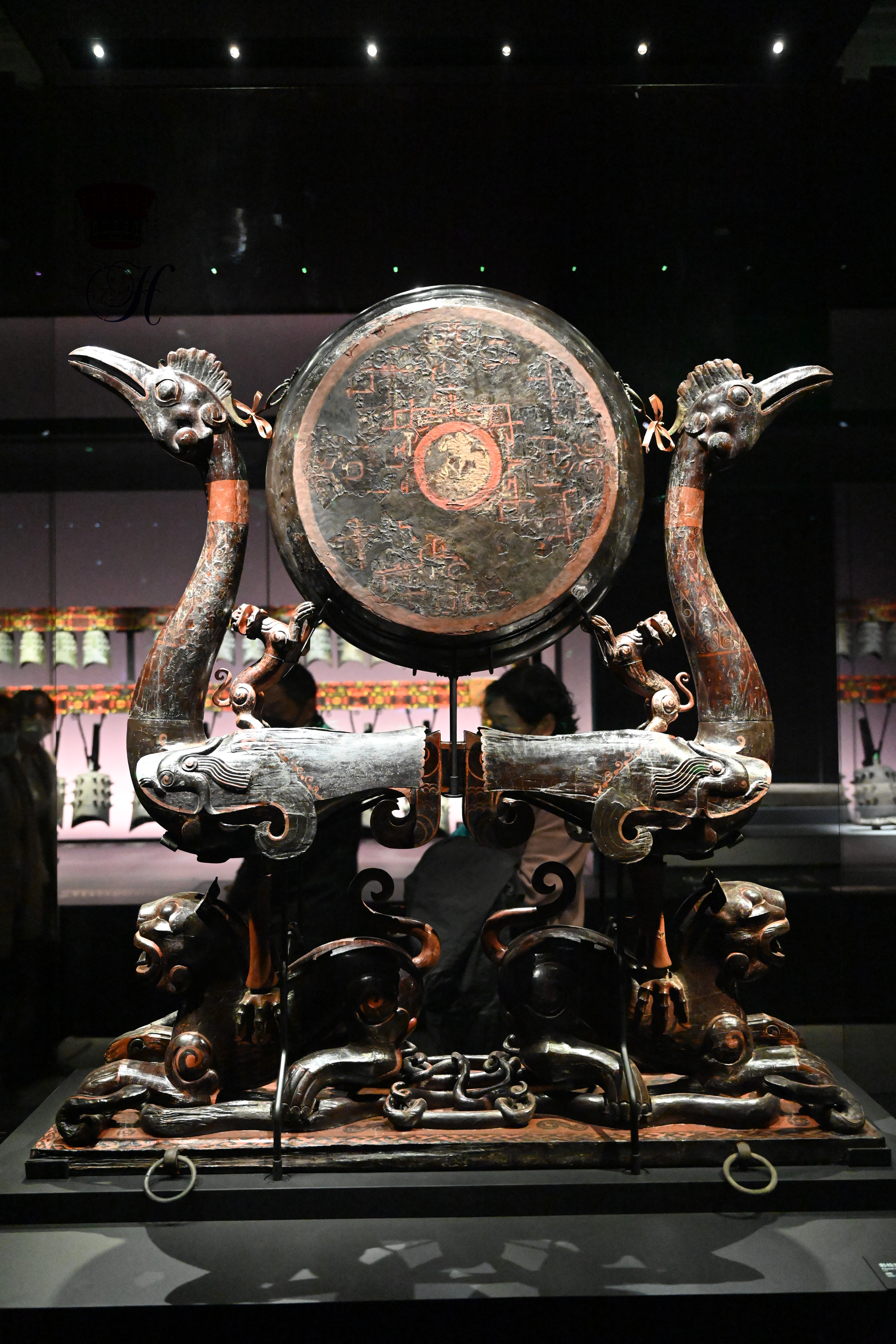
九连墩二号墓出土的虎座鸟架鼓（现藏湖北省博物馆）

虎座鸟架鼓，楚文化代表器物，多出土于湖北、湖南、河南南部、安徽这些在春秋战国时期楚国势力范围内，受楚文化影响深刻的四省，其中以楚国核心区域湖北省出土最多，多达32件。其中以湖北省枣阳九连墩2号楚墓中出土的虎座鸟架鼓最为精美，作为湖北省博物馆十大镇馆之宝之一于湖北省博物馆《楚国八百年》常设展展出

## 虎座鸟架鼓（枣阳九连墩二号墓）
年代为战国中晚期。该器物以两只卧虎为底座，虎背上各立有一只凤鸟。背向而立的凤鸟中间一面大鼓悬挂于凤冠之上。两只幼虎，后足蹬在凤鸟背脊，前足托住鼓腔。两只卧虎底座下端还有蛇缠绕于虎座下。器身通体髹黑漆，运用红、黄色彩绘，彰显楚文化浪漫与神奇。

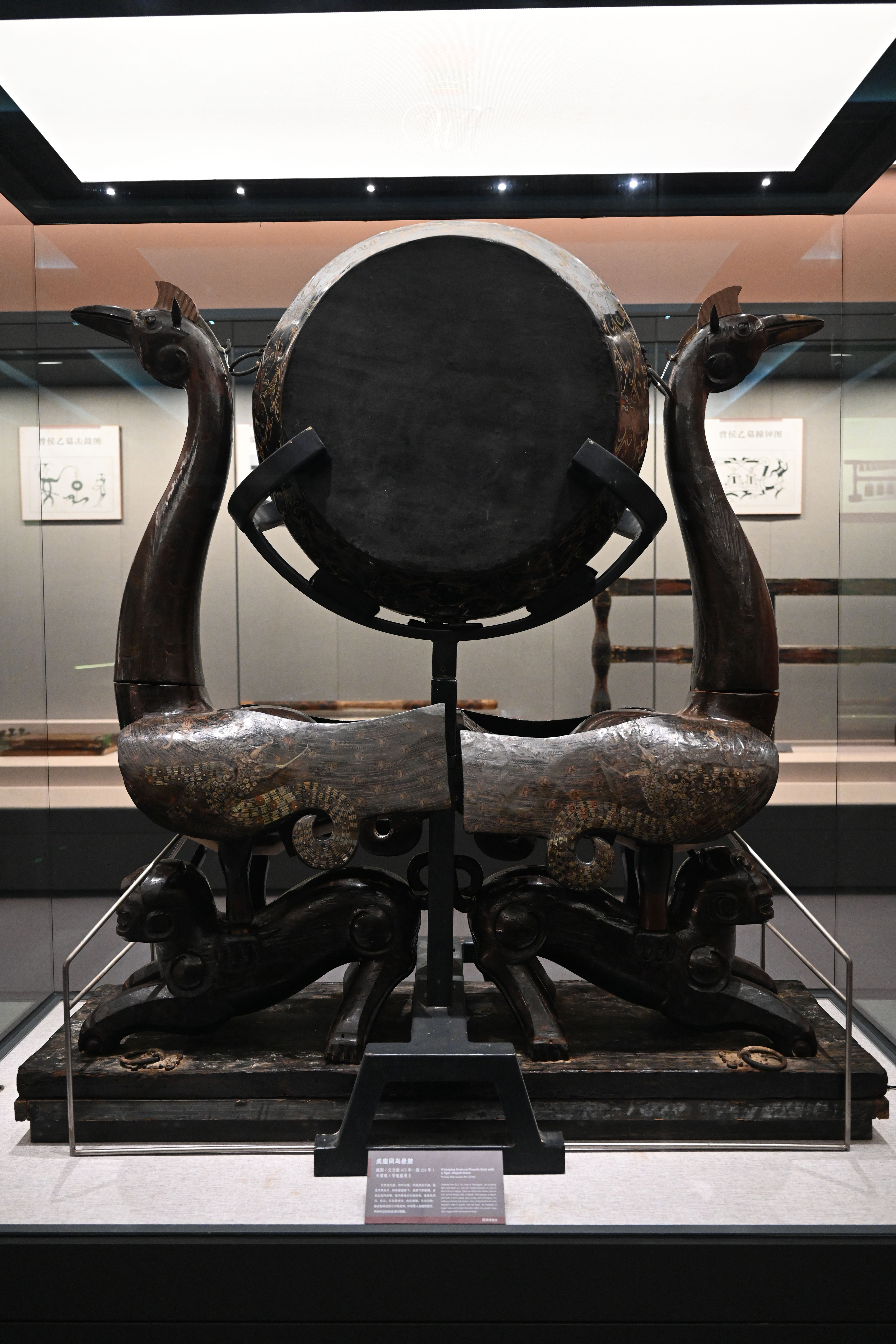
天星观二号墓出土虎座鸟架鼓（现藏荆州博物馆）

## 虎座鸟架鼓（天星观二号楚墓）
年代为战国。天星观二号楚墓出土，通高149.5厘米，宽145.7厘米，礼器，大型悬乐器，常与编钟、编磬等组合成“金石之声”，仅出土于楚国贵族墓葬。由立凤、卧虎、悬鼓、长方形器座组成，造型别致优美。